# Tasmanentulus intermedius
Tasmanentulus intermedius är en urinsektsart som beskrevs av Sören Ludvig Paul Tuxen 1986. Tasmanentulus intermedius ingår i släktet Tasmanentulus och familjen lönntrevfotingar. Inga underarter finns listade i Catalogue of Life.